# Iwajłazda
Iwajłazda (ros. Ивайлазда) – wieś w Rosji, w Dagestanie, w rejonie gunibskim. W 2010 liczyła 70 mieszkańców, głównie Awarów.